# Zouk
El zouk és un gènere musical originat a principis dels anys 1980 a les Antilles Franceses, especialment a Martinica i Guadalupe. Aquesta música ràpida de carnaval es va popularitzar a Europa gràcies al grup Kassav', i ha evolucionat fins fer-se indistingible del Compàs Haitià.

## Història
El Zouk béton va ser un breu experiment; un intent de desenvolupar una música local que reduís o fins i tot erradiqués de les Antilles Franceses la influència de la merenga-kadans o el konpas. Quan va sortir la tecnologia MIDI, el grup Kassav' la va utilitzar per crear un so totalment nou per als seus zouk béton i konpa.

## Etimologia
La paraula zouk significa "festa" o "festival" en el crioll de les Antilles Franceses, tot i que originalment la paraula es referia a una dansa popular, basada en la dansa polonesa "mazurka" (mazouk) que es va introduir al Carib Francès al segle xix.
La paraula criolla zouke, sekwe, etc del verb francès "secouer", que significa "agitar intensament i repetidament", va ser utilitzada pels artistes haitians que van recórrer les Antilles franceses a la fi dels anys 1970 i 1980.
El diccionari Le Petit Robert dona la següent definició de zouk: "Música i dansa molt rítmica originada a les Petites Antilles (Guadalupe i Martinica) el 1980".